# Xã Winfield, Quận Stutsman, Bắc Dakota
Xã Winfield (tiếng Anh: Winfield Township) là một xã thuộc quận Stutsman, tiểu bang Bắc Dakota, Hoa Kỳ. Năm 2010, dân số của xã này là 83 người.